# Giberville
Giberville é uma comuna francesa na região administrativa da Normandia, no departamento Calvados. Estende-se por uma área de 5 km². Em 2010 a comuna tinha 4 998 habitantes (densidade: 999,6 hab./km²).